# Lidvattnet
Lidvattnet är en sjö i Uddevalla kommun i Bohuslän och ingår i Göta älv-Bäveåns kustområde. Sjön är 13,7 meter djup, har en yta på 0,035 kvadratkilometer och är belägen 128 meter över havet.